# Jocotenango
Jocotenango (del náhuatl: «muralla en donde hay jocotes») es un municipio en el departamento de Sacatepéquez, en la República de Guatemala. Está ubicado en el Valle de Panchoy próximo a la ciudad de Antigua Guatemala, y celebra su feria patronal, dedicada a la Virgen de la Asunción, el 15 de agosto. Actualmente Jocotenango se ubica dentro de las 20 ciudades más importantes de Guatemala.
Durante la época colonial fue una doctrina de los frailes dominicos y después de la Independencia de Centroamérica en 1821, cuando el Estado de Guatemala estableció circuitos y distritos para la impartición de justicia por medio de juicios de jurados en 1825, el poblado de Jocotenango fue incluido en el circuito de la Antigua en el Distrito N.º8 (Sacatepéquez).
Jocotenango fue afectado severamente por el terremoto del 3 de septiembre de 1874.
Entre sus principales atractivos turísticos está su cercanía con las ruinas coloniales de Antigua Guatemala y el baile de la Conquista, un baile originalmente creado por los frailes dominicos durante la colonia española para facilitar la catequización de los indígenas, y que ha sido enseñado de generación en generación desde el siglo xvi, convirtiéndose en una tradición muy arraigada entre la población indígena de la localidad.

## Toponimia
Muchos de los nombres de los municipios y poblados de Guatemala constan de dos partes: el nombre del santo católico que se venera el día en que fueron fundados y una descripción con raíz náhuatl; esto se debe a que las tropas que invadieron la región en la década de 1520 al mando de Pedro de Alvarado estaban compuestas por soldados españoles y por indígenas tlaxcaltecas y cholultecas.
El topónimo «Jocotenango» tiene su origen en la voces náhuatl «xocotl» (español:«jocote»), «tenan» (español: «muralla») y «co» (terminación), y significa que significa «muralla en donde hay jocotes». Era una tierra fértil para la producción de esa fruta agridulce.[cita requerida]

## Geografía física

### Clima
La cabecera municipal de Jocotenango tiene clima templado (Clasificación de Köppen: Csb).
| Parámetros climáticos promedio de Jocotenango | Parámetros climáticos promedio de Jocotenango | Parámetros climáticos promedio de Jocotenango | Parámetros climáticos promedio de Jocotenango | Parámetros climáticos promedio de Jocotenango | Parámetros climáticos promedio de Jocotenango | Parámetros climáticos promedio de Jocotenango | Parámetros climáticos promedio de Jocotenango | Parámetros climáticos promedio de Jocotenango | Parámetros climáticos promedio de Jocotenango | Parámetros climáticos promedio de Jocotenango | Parámetros climáticos promedio de Jocotenango | Parámetros climáticos promedio de Jocotenango | Parámetros climáticos promedio de Jocotenango |
| Mes                                           | Ene.                                          | Feb.                                          | Mar.                                          | Abr.                                          | May.                                          | Jun.                                          | Jul.                                          | Ago.                                          | Sep.                                          | Oct.                                          | Nov.                                          | Dic.                                          | Anual                                         |
| --------------------------------------------- | --------------------------------------------- | --------------------------------------------- | --------------------------------------------- | --------------------------------------------- | --------------------------------------------- | --------------------------------------------- | --------------------------------------------- | --------------------------------------------- | --------------------------------------------- | --------------------------------------------- | --------------------------------------------- | --------------------------------------------- | --------------------------------------------- |
| Temp. máx. media (°C)                         | 22.6                                          | 23.5                                          | 24.7                                          | 25.1                                          | 24.7                                          | 23.7                                          | 23.5                                          | 23.9                                          | 23.1                                          | 22.7                                          | 22.9                                          | 22.4                                          | 23.6                                          |
| Temp. media (°C)                              | 16.7                                          | 17.2                                          | 18.2                                          | 19.2                                          | 19.4                                          | 19.5                                          | 19.0                                          | 19.1                                          | 18.6                                          | 18.2                                          | 17.8                                          | 16.8                                          | 18.3                                          |
| Temp. mín. media (°C)                         | 10.8                                          | 11.0                                          | 11.8                                          | 13.3                                          | 14.2                                          | 15.3                                          | 14.6                                          | 14.3                                          | 14.2                                          | 13.8                                          | 12.7                                          | 11.2                                          | 13.1                                          |
| Precipitación total (mm)                      | 1                                             | 3                                             | 4                                             | 26                                            | 117                                           | 233                                           | 169                                           | 142                                           | 222                                           | 130                                           | 17                                            | 5                                             | 1069                                          |
| Fuente: Climate-Data.org                      |                                               |                                               |                                               |                                               |                                               |                                               |                                               |                                               |                                               |                                               |                                               |                                               |                                               |

### Ubicación geográfica
Jocotenango está en el departamento de Sacatepéquez y está rodeado por municipios del mismo:
- Norte: Sumpango
- Sur, noreste y este: Antigua Guatemala
- Oeste: Pastores[6]

|                 | Norte: Sumpango        | Nordeste: Antigua Guatemala |
| Oeste: Pastores |                        | Este: Antigua Guatemala     |
|                 | Sur: Antigua Guatemala |                             |

## Gobierno municipal
Los municipios se encuentran regulados en diversas leyes de la República, que establecen su forma de organización, lo relativo a la conformación de sus órganos administrativos y los tributos destinados para los mismos.  Aunque se trata de entidades autónomas, se encuentran sujetas a la legislación nacional. Las principales leyes que rigen a los municipios en Guatemala desde 1985 son:
| N.º | Ley                                                | Descripción |
| --- | -------------------------------------------------- | --- |
| 1   | Constitución Política de la República de Guatemala | Tiene una regulación legal específica para los municipios en los artículos 253 al 262. |
| 2   | Ley Electoral y de Partidos Políticos              | Ley de carácter constitucional aplicable a los municipios en el tema de la conformación de sus autoridades electas. |
| 3   | Código Municipal                                   | Decreto 12-2002 del Congreso de la República de Guatemala. Tiene la categoría de ley ordinaria y contiene preceptos generales aplicables a todos los municipios, e inclusive contiene legislación referente a la creación de los municipios.             |
| 4   | Ley de Servicio Municipal                          | Decreto 1-87 del Congreso de la República de Guatemala. Regula las relaciones entra la municipalidad y los servidores públicos en materia laboral. Tiene su base constitucional en el artículo 262 de la constitución que ordena la emisión de la misma. |
| 5   | Ley General de Descentralización                   | Decreto 14-2002 del Congreso de la República de Guatemala. Regula el deber constitucional del Estado, y por ende del municipio, de promover y aplicar la descentralización y desconcentración económica y administrativa.                                |

El gobierno de los municipios de Guatemala está a cargo de un Concejo Municipal mientras que el código municipal —que tiene carácter de ley ordinaria y contiene disposiciones que se aplican a todos los municipios de Guatemala— establece que «el concejo municipal es el órgano colegiado superior de deliberación y de decisión de los asuntos municipales […] y tiene su sede en la circunscripción de la cabecera municipal». Por último, el artículo 33 del mencionado código establece que «[le] corresponde con exclusividad al concejo municipal el ejercicio del gobierno del municipio».
El concejo municipal se integra con el alcalde, los síndicos y concejales, electos directamente por sufragio universal y secreto para un período de cuatro años, pudiendo ser reelectos.
Existen también las Alcaldías Auxiliares, los Comités Comunitarios de Desarrollo (COCODE), el Comité Municipal del Desarrollo (COMUDE), las asociaciones culturales y las comisiones de trabajo. Los alcaldes auxiliares son elegidos por las comunidades de acuerdo a sus principios, valores, procedimientos y tradiciones, estos se reúnen con el alcalde municipal el primer domingo de cada mes. Los Comités Comunitarios de Desarrollo y el Consejo Municipal de Desarrollo tiene como función organizar y facilitar la participación de las comunidades priorizando necesidades y problemas.

## Historia

### Época colonial: doctrina de los dominicos

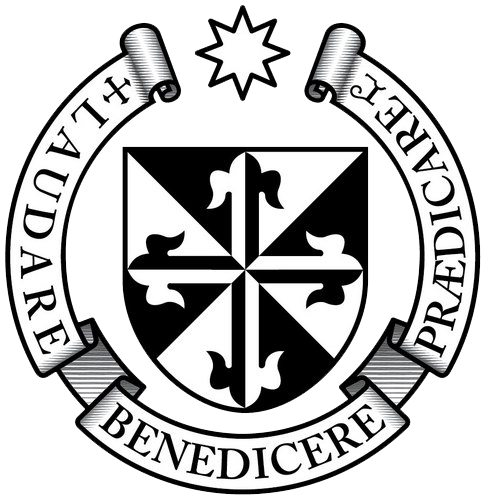
Escudo de la Orden de Predicadores.

Jocotenango fue un área de labranza, establecida tras la conquista española, liderada por el Adelantado, Pedro de Alvarado, tal y como está establecido en el testamento del conquistador, en donde dice: «Llamó a los señores y principales de los pueblos que tenía en encomienda, y les pidió que cada uno le diese cierto número de familias, y con ellas hizo aquella población; los declaró libres y les hace donación de las tierras en que habitaban; y como los primeros indígenas que se establecieron en dicha labranza fueron los de Utatlán, se intituló el pueblo "Utateca".» Así surgió el pueblo de Santiago Utateca.  Tras la destrucción de la capital del reino el 11 de septiembre de 1541, se decidió trasladar la ciudad al valle de Panchoy, y los k'achik'eles decidieron seguir a los españoles y se establecieron a la par de Santiago Utateca, fundando Jocotonango; eventualmente ambas poblaciones se unieron, aunque los ladinos e indígenas no se mezclaron.
El prior del convento de la Orden de Predicadores tenía a su cargo otros barrios y pueblos cercanos a la ciudad de Santiago de los Caballeros de Guatemala, para los que nombraba vicarios: la del barrio de la Candelaria, la del barrio de Santa Cruz —que incluía Milpas Altas— y la del barrio de San Pedro de las Huertas.  De acuerdo a lo reportado por Juarros en 1818, en la ciudad de Santiago de los Caballeros, las órdenes regulares administraban únicamente doctrinas indígenas, especialmente en los curatos dominicos de Candelaria y Jocotenango, pues los ladinos asistían a la parroquia secular de San Sebastián.
La Corona española se enfocó en la catequización de los indígenas; las congregaciones fundadas por los misioneros reales en el Nuevo Mundo fueron llamadas «doctrinas de indios» o simplemente «doctrinas». Originalmente, los frailes tenían únicamente una misión temporal: enseñarle la fe católica a los indígenas, para luego dar paso a parroquias seculares como las establecidas en España; con este fin, los frailes debían haber enseñado los evangelios y el idioma español a los nativos. Ya cuando los indígenas estuvieran catequizados y hablaran español, podrían empezar a vivir en parroquias y a contribuir con el diezmo, como hacían los peninsulares.
Pero este plan nunca se llevó a cabo, principalmente porque la corona perdió el control de las órdenes regulares tan pronto como los miembros de éstas se embarcaron para América. Por otra parte, protegidos por sus privilegios apostólicos para ayudar a la conversión de los indígenas, los misionares solamente atendieron a la autoridad de sus priores y provinciales, y no a la de las autoridades españolas ni a las de los obispos. Los provinciales de las órdenes, a su vez, únicamente rendían cuentas a los líderes de su orden y no a la corona; una vez habían establecido una doctrina, protegían sus intereses en ella, incluso en contra de los intereses del rey y de esta forma las doctrinas pasaron a ser pueblos de indios que se quedaron establecidos para todo el resto de la colonia.
Las doctrinas fueron fundadas a discreción de los frailes, ya que tenían libertad completa para establecer comunidades para catequizar a los indígenas, con la esperanza de que estas pasaran con el tiempo a la jurisdicción de una parroquia secular a la que se le pagaría el diezmo; en realidad, lo que ocurrió fue que las doctrinas crecieron sin control y nunca pasaron al control de parroquias. La administración colectiva por parte del grupo de frailes eran la característica más importante de las doctrinas ya que garantizaba la continuación del sistema de la comunidad en caso falleciese uno de los dirigentes.

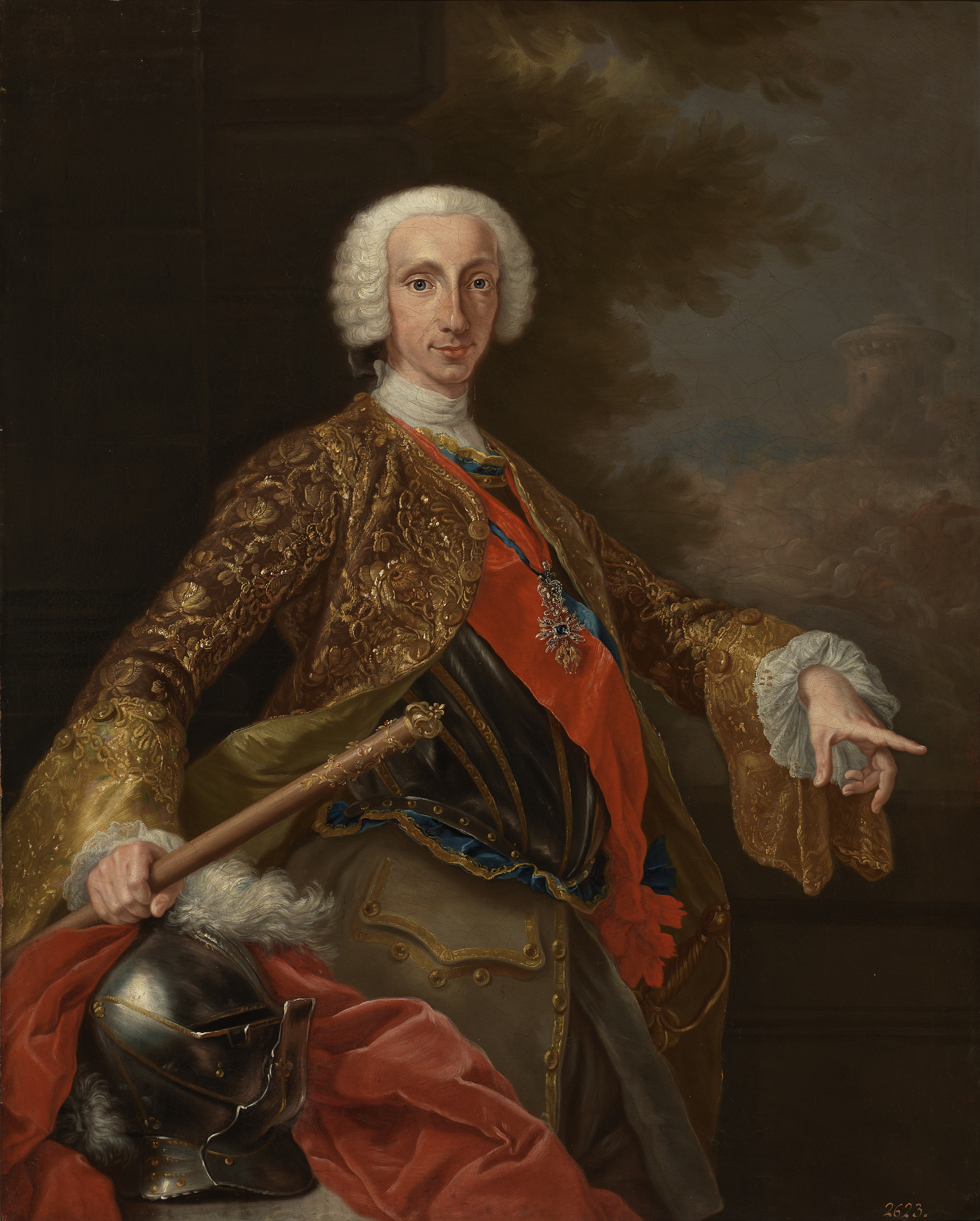
Rey Carlos III de España, promotor de las reformas borbónicas.

En 1638, los dominicos separaron a sus grandes doctrinas —que les representaban considerables ingresos económicos— en grupos centrados en sus seis conventos: Los conventos estaban en: la ciudad de Santiago de los Caballeros de Guatemala, Amatitlán, Verapaz, Sonsonate, San Salvador y Sacapulas. Específicamente el convento de la Ciudad de Santiago de los Caballeros de Guatemala, la doctrina abarcaba los poblados de Chimaltenango, Jocotenango, Sumpango, San Juan Sacatepéquez, San Pedro Sacatepéquez, Santiago Sacatepéquez, Rabinal, San Martín Jilotepeque, Escuintla, Milpas Altas, Milpas Bajas, San Lucas Sacatepéquez, y el Barrio de Santo Domingo en la ciudad.
En 1754, en virtud de una Real Cédula parte de las Reformas Borbónicas, todos los curatos de las órdenes regulares fueron traspasados al clero secular. En 1765 se publicaron las reformas borbónicas de la Corona española, que pretendían recuperar el poder real sobre las colonias y aumentar la recaudación fiscal. Con estas reformas se crearon los estancos para controlar la producción de las bebidas embriagantes, el tabaco, la pólvora, los naipes y el patio de gallos. La real hacienda subastaba el estanco anualmente y un particular lo compraba, convirtiéndose así en el dueño del monopolio de cierto producto. Ese mismo año se crearon cuatro subdelegaciones de la Real Hacienda en San Salvador, Ciudad Real, Comayagua y León y la estructura político administrativa de la Capitanía General de Guatemala cambió a quince provincias:
Además de esta redistribución administrativa, la Corona española estableció una política tendiente a disminuir el poder de la Iglesia católica, el cual hasta ese momento era prácticamente absoluto sobre los vasallos españoles. Esta política de disminución de poder de la iglesia se basaba en la Ilustración
Tras la destrucción de la ciudad de Santiago de los Caballeros de Guatemala por los Terremotos de Santa Marta en 1773, la ciudad se trasladó nuevamente, esta vez al valle de Ermita.  Los poblados adyacentes también la siguieron, siendo estos: Jocotenango, Almolonga, San Pedro, San Gaspar y Nuestra Señora de Guatemala.   Así pues, se estableció un segundo poblado con el nombre de Jocotenango en la Ciudad de Guatemala, que fue absorbido por la urbe y se encontraba en el área que ocupa la moderna zona 2.

### Tras la Independencia de Centroamérica
Luego de la Independencia de Centroamérica en 1821, el Estado de Guatemala estableció circuitos y distritos para la impartición de justicia por medio de juicios de jurados en 1825.  Jocotenango fue adjudicado al circuito de la Antigua en el Distrito N.º8 (Sacatepéquez), el cual también incluía a la Antigua Guatemala, San Cristóbal Alto, San Miguel Milpas Altas, Santa Ana, Magdalena, San Juan Cascón, Santa Lucía, Santo Tomás, Embaulada, Santiago, San Mateo, San Lucas, Pastores, Cauque, San Bartolomé, San Felipe, Ciudad Vieja, San Pedro Las Huertas, Alotenango, San Lorenzo, San Antonio, Dueñas, Zamora, Urías, Santa Catalina, San Andrés y San Bartolomé Aguas Calientes, Santa María y San Juan del Obispo.

### Terremoto del 3 de septiembre de 1874
De acuerdo al periódico estadounidense The New York Times, el terremoto de Guatemala del 3 de septiembre de 1874 fue el más devastador de los que se registraron en ese año en todo el mundo. No solamente se destruyó completamente el pueblo de Parramos,
 sino que bandas de forajidos armados con cuchillos y otras armas punzocortantes intentaron asaltar a los damnificados y robarles lo poco que les quedaba; afortunadamente, las bandas fueron capturadas por la policía del gobierno del general Justo Rufino Barrios y ejecutadas sumariamente.
Un testigo relató que el terremoto se sintió como una combinación de una larga serie de movimientos verticales y horizontales que hacían que pareciera que el suelo se movía en forma de olas y que se elevaba hasta un pie de alto por encima de su nivel normal. Otro testigo indicó que el pueblo de San Miguel Dueñas quedó totalmente destruido, y quienes lograron sobrevivir salieron huyendo buscando áreas más seguras.  En total, hubo US$300,000 en pérdidas; los poblados afectados aparte de Antigua Guatemala, Dueñas, Parramos y Patzicía, fueron Jocotenango, San Pedro Sacatepéquez, Ciudad Vieja y Amatitlán.

## Feria de la localidad
Existen dos referencias históricas del inicio de esta feria dedicada a la Virgen de la Asunción: 1620 y 1629[cita requerida]. En ambos casos se revela una larga tradición, que con altibajos, se ha venido cultivando hasta nuestros días, con sus juegos mecánicos, lotería, variedad de golosinas, comidas ligeras, bebidas, bailes de gigantes, conciertos de música de marimba y de bandas, juegos deportivos, quema de bombas y cohetillos, y elección de «Señorita Jocotenango».

## Turismo
Uno de los principales atractivos de Jocotenango es su iglesia de estilo Barroco, cuyas columnas son fácilmente identificadas con el estilo salomónico por su giro decorativo. Su color y diseño recuerda a las pequeñas iglesias comestibles hechas de dulce.
El parque o plazuela cuenta con una hermosa fuente estilo barroco que hace juego con el colorido de su Iglesia. Tradicionales de Jocotenango son sus artesanías en madera, en especial la talla de frutas en madera y enlaminados en oro. Actualmente, cuenta con museos, complejos deportivos, tiendas de artesanías, biblioteca, cibercafés o cafés Internet, restaurantes de comida rápida, cajero automático y mucha calidez de parte de sus habitantes.

### El Baile de la Conquista
A finales del siglo xvi los frailes dominicos empezaron a utilizar drama-danzas para catequizar a los indígenas. El Baile de la Conquista, por ejemplo, es una escenificación basada en el baile de Moros y Cristianos que utilizaron los religiosos para que los indígenas pensaran que la Conquista de Guatemala había sido posible gracias a fuerzas espirituales que, superiores a ellos, acompañaban y protegían a los españoles. Del baile de la Conquista existe un manuscrito, escrito en versos y en español. En el texto se describe la conquista de los indígenas k'iche's por los españoles. El argumento inicia con la llegada de los embajadores españoles ante el rey K'iche'. Preocupado por la invasión de sus tierras, el rey pide el apoyo del gobernador de Xelajú, Tecún Umán. Finalmente, se lleva a cabo el entrenamiento entre los dos ejércitos que culmina con la lucha cuerpo a cuerpo entre ambos jefes, Pedro de Alvarado y Tecún Umán. En esta batalla resulta muerto el héroe quiché. Su sucesor declara el fin de la guerra y acepta la conversión al cristianismo.